# Jari Vastamäki
Jari Vastamäki (ur. 12 sierpnia 1978 w Helsinkach) – fiński snowboardzista. Nie startował na igrzyskach olimpijskich. Na mistrzostwach świata najlepszy wynik uzyskał na mistrzostwach w Berchtesgaden, gdzie zajął 7. miejsce w halfpipe’ie. Najlepsze wyniki w Pucharze Świata osiągnął w sezonie 1999/2000, kiedy to zajął 40. miejsce w klasyfikacji generalnej.
W 2004 r. zakończył karierę.

## Sukcesy

### Mistrzostwa Świata
| Miejsce | Dzień       | Rok  | Miejscowość          | Konkurencja    | Zwycięzca           |
| ------- | ----------- | ---- | -------------------- | -------------- | ------------------- |
| 7.      | 16 stycznia | 1999 | Berchtesgaden        | Halfpipe       | Ricky Bower         |
| 23.     | 27 stycznia | 2001 | Madonna di Campiglio | Halfpipe       | Kim Christiansen    |
| 38.     | 28 stycznia | 2001 | Madonna di Campiglio | Snowboardcross | Guillaume Nantermod |

### Puchar Świata

#### Miejsca w klasyfikacji generalnej
- 1998/1999 – 103.
- 1999/2000 – 40.
- 2000/2001 – 59.
- 2001/2002 – –
- 2002/2003 – –
- 2003/2004 – –

#### Miejsca na podium
1. Mont-Sainte-Anne – 19 grudnia 1999 (Halfpipe) – 2. miejsce